# Мовзен (Верхние Пиренеи)
Мовзе́н (фр. Mauvezin, окс. Mauvesin) — коммуна во Франции, находится в регионе Юг — Пиренеи. Департамент — Верхние Пиренеи. Входит в состав кантона Ланнемезан. Округ коммуны — Баньер-де-Бигор.
Код INSEE коммуны — 65306.

## География
Коммуна расположена приблизительно в 660 км к югу от Парижа, в 110 км юго-западнее Тулузы, в 22 км к юго-востоку от Тарба.
По территории коммуны протекают реки Аррос и Лен.

## Климат
Климат умеренно-океанический с солнечной тёплой погодой и обильными осадками на протяжении практически всего года.

## Население
Население коммуны на 2010 год составляло 233 человека.
| 1962 | 1968 | 1975 | 1982 | 1990 | 1999 | 2010 |
| ---- | ---- | ---- | ---- | ---- | ---- | ---- |
| 220  | 230  | 220  | 226  | 209  | 188  | 233  |

## Администрация
| Период | Период | Фамилия      | Партия | Примечания |
| ------ | ------ | ------------ | ------ | ---------- |
| 2001   | 2020   | Андре Дюпутс |        |            |

## Экономика
В 2010 году среди 127 человек трудоспособного возраста (15-64 лет) 101 были экономически активными, 26 — неактивными (показатель активности — 79,5 %, в 1999 году было 71,2 %). Из 101 активных жителей работали 93 человека (50 мужчин и 43 женщины), безработных было 8 (6 мужчин и 2 женщины). Среди 26 неактивных 5 человек были учениками или студентами, 15 — пенсионерами, 6 были неактивными по другим причинам.

## Достопримечательности
- Мовзен — средневековый звмок, Исторический памятник с 1941 года[4]

## Фотогалерея
- Мовзен
- Мовзен
- Церковь
- Замок Мовзен